# Lamin Drammeh (Seyfo)
Lamin Drammeh (* im 20. Jahrhundert in Tankular) ist ein Seyfo im westafrikanischen Staat Gambia.

## Leben
Nachdem der Seyfo (auch die Bezeichnung Chief ist geläufig) von Kiang West Alh. Momodou Njie im Juli 2023 im Ruhestand ging, wurde Ende Juli 2023 Drammeh zum Nachfolger ernannt.